# Willa
Willa (titre original : Willa) est une nouvelle de Stephen King publiée pour la première fois en 2006 dans le magazine Playboy, puis incluse dans le recueil Juste avant le crépuscule en 2008.

## Résumé
David fait partie des passagers qui attendent dans une gare déserte qu'on vienne les secourir après que leur train a déraillé. Il part chercher sa fiancée Willa qui en avait assez d'attendre et est partie pour la petite ville voisine. Mais, quand il finit par la retrouver dans un bar, Willa lui révèle quelque chose qu'elle est la seule des passagers à avoir comprise.

## Adaptation
Un film à très petit budget, portant le même nom que la nouvelle et réalisé par Christopher Birk, est sorti au cinéma, de façon très confidentielle, en 2012.